# دهستان آب الوان
دهستان آب الوان، یکی از دهستان‌های بخش سرآسیاب یوسفی شهرستان بهمئی در استان کهگیلویه و بویراحمد ایران است.

## جمعیت
براساس سرشماری عمومی نفوس و مسکن در سال ۱۳۹۵، جمعیت دهستان آب الوان برابر با ۹۲۳ نفر بوده‌است.